# Huset Montmorency
Huset Montmorency är en gammal fransk-nederländsk adelsätt, känd sedan 900-talet, med stamgods nära staden Montmorency. Till en av ättens grenar hörde Philippe II de Montmorency-Nivelle, greve av Hoorn en annan François-Henri de Montmorency, hertig av Luxemburg.
Bland övriga medlemmar av ätten märks:
- Mathieu II de Montmorency (död 1230), baron och militär
- Anne de Montmorency (1493-1567), hertig och militär
- Françoise de Montmorency-Fosseux (1566-1641) mätress till Henrik IV av Frankrike
- Charlotte-Marguerite de Montmorency (1594-1650)
- Mathieu de Montmorency-Laval (1767-1826), fransk statsman